# Milatkoviće
Milatkoviće (en serbe cyrillique : Милатковиће) est un village de Serbie situé dans la municipalité de Raška, district de Raška. Au recensement de 2011, il comptait 227 habitants.
Milatkoviće est situé sur les bords de la Raška.

## Démographie
| 1948 | 1953 | 1961 | 1971 | 1981 | 1991 | 2002 | 2011 |
| ---- | ---- | ---- | ---- | ---- | ---- | ---- | ---- |
| 253  | 253  | 251  | 232  | 210  | 269  | 161  | 227  |

|  |